# Carlo Mattrel
Carlo Mattrel (14. duben 1937, Turín, Italské království – 25. září 1976, Front, Itálie) byl italský fotbalový brankář.
První fotbalové angažmá měl v Juventusu, jenže nedostával moc příležitostí a tak byl poslán v roce 1956 na hostování do Ancony, které hrálo ve čtvrté lize. Po ročním angažmá se vrátil zpět a za čtyři sezony odchytal 72 utkání. S Bianconeri získal tři tituly (1957/58, 1959/60, 1960/61) a dva Italské poháry (1958/59, 1959/60). V roce 1961 odešel opět na hostování, tentokrát do Palerma. Po návratu k Bianconeri se stal druhým brankářem za Anzolinem. V roce 1965 odešel na dvě sezony do Cagliari a kariéru ukončil v roce 1969 ve SPALu.
S reprezentací odchytal dva zápasy. Jeden odehrál i na MS 1962 proti Chile (0:2).

## Hráčská statistika
| Sezóna            | Klub              | Liga              | Liga   | Liga       | Ligové poháry | Ligové poháry | Ligové poháry | Kontinentální poháry | Kontinentální poháry | Kontinentální poháry | Celkem | Celkem |
| Sezóna            | Klub              | Soutěž            | Zápasy | Obdr. Góly | Soutěž        | Zápasy        | Góly          | Soutěž               | Zápasy               | Góly                 | Zápasy | Góly   |
| ----------------- | ----------------- | ----------------- | ------ | ---------- | ------------- | ------------- | ------------- | -------------------- | -------------------- | -------------------- | ------ | ------ |
| 1957/58           | Juventus          | Serie A           | 33     | -43        | IP            | 7             | -7            | -                    | 0                    | -0                   | 40     | -50    |
| 1958/59           | Juventus          | Serie A           | 20     | -36        | IP            | 3             | -4            | PMEZ                 | 2                    | -8                   | 25     | -48    |
| 1959/60           | Juventus          | Serie A           | 16     | -15        | IP            | 1             | -4            | -                    | 0                    | -0                   | 17     | -19    |
| 1960/61           | Juventus          | Serie A           | 3      | -5         | IP            | 2             | -2            | -                    | 0                    | -0                   | 5      | -7     |
| 1961/62           | Palermo           | Serie A           | 34     | -35        | IP            | 1             | -1            | -                    | 0                    | -0                   | 35     | -36    |
| 1962/63           | Juventus          | Serie A           | 15     | -12        | IP            | 2             | -3            | -                    | 0                    | -0                   | 17     | -15    |
| 1963/64           | Juventus          | Serie A           | 5      | -6         | IP            | 0             | -0            | Vel.P                | 1                    | -0                   | 6      | -6     |
| 1964/65           | Juventus          | Serie A           | 1      | -1         | IP            | 1             | -0            | Vel.P                | 1                    | -1                   | 3      | -2     |
| 1965/66           | Cagliari          | Serie A           | 19     | -15        | IP            | 1             | -0            | -                    | 0                    | -0                   | 20     | -15    |
| 1966/67           | Cagliari          | Serie A           | 5      | -4         | IP            | 1             | -1            | -                    | 0                    | -0                   | 6      | -5     |
| 1967/68           | SPAL              | Serie A           | 5      | -8         | IP            | 1             | -4            | -                    | 0                    | -0                   | 6      | -12    |
| Celkově v Serii A | Celkově v Serii A | Celkově v Serii A | 156    | -180       | -             | 20            | -26           | -                    | 4                    | -9                   | 180    | -215   |

## Úspěchy

### Klubové
- 3× vítěz italské ligy (1957/58, 1959/60, 1960/61)
- 2× vítěz italského poháru (1958/59, 1959/60)

### Reprezentační
- 1× na MS (1962)